# Saint Ann's Bay
Saint Ann's Bay est la plus grande ville et la capitale de la paroisse de Saint Ann, dans le comté de Middlesex en Jamaïque.
La ville de Saint Ann's Bay compte 12 100 habitants et se situe sur la côte nord de l'île (18°26'00 N et 77°12'00 O).
C'est à Saint Ann's Bay que Christophe Colomb échoua ses deux caravelles, la Capitana et le Santiago de Palos en 1503, lors de son quatrième voyage aux Amériques. Le lieu s'appelait alors San Gloria, Colomb resta à San Gloria plus de un an à attendre les secours qui ne sont arrivés qu'en juin 1504.
Une statue de Colomb commémore cet évènement sur le lieu présumé du naufrage à Saint Ann's Bay.
Saint Ann's Bay est le lieu de naissance de Bob Marley (Nine Miles), Marcus Garvey et Burning Spear.

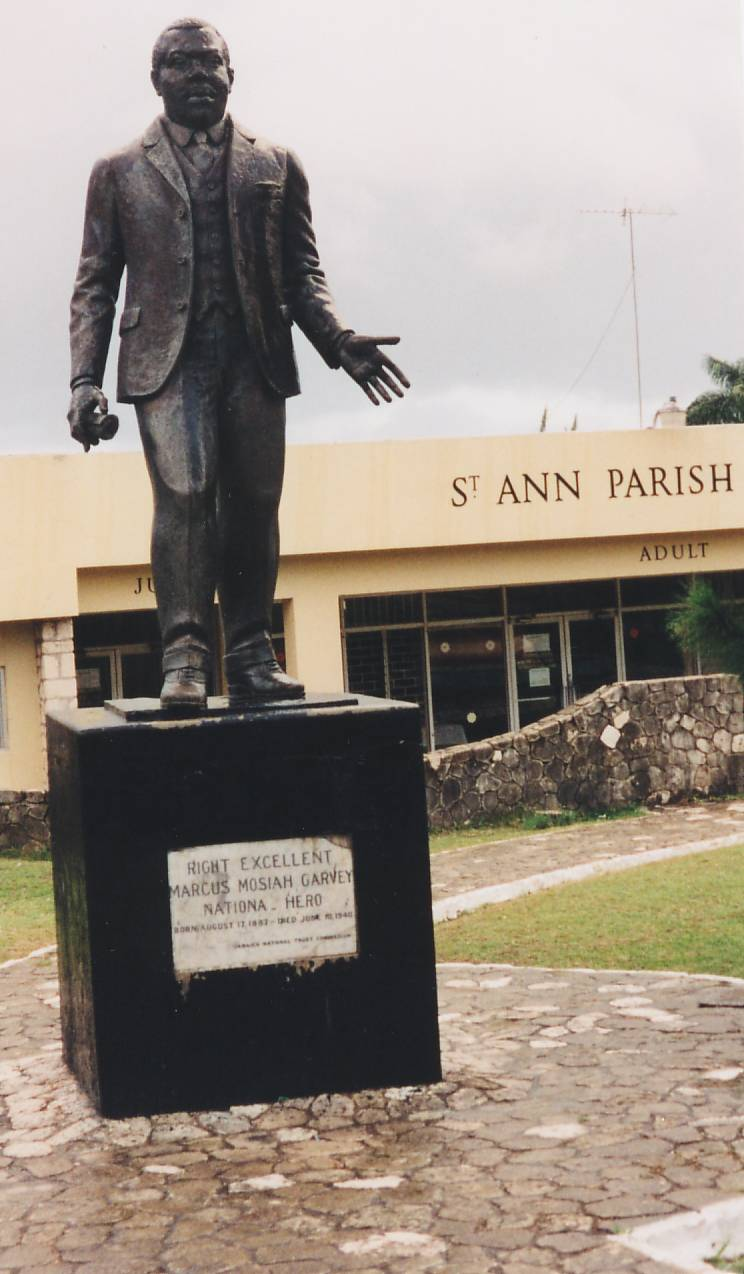
Statue de Marcus Garvey à Saint Ann's Bay.